# Cursed (película de 2005)
Cursed es una película  de Estados Unidos, dirigida por Wes Craven  en 2005, y protagonizada por Christina Ricci, Jesse Eisenberg Portia de Rossi y Shannon Elizabeth.
Tras algunos éxitos como Pesadilla en Elm Street, la trilogía Scream o El sótano del miedo, Wes Craven dirigió esta película de terror fantástico acompañado por el guionista Kevin Williamson, autor de Sé lo que hicisteis el último verano y también director de Secuestrando a la Srta. Tingle. Se destacar la presencia de Christina Ricci (Todo lo demás, Monster), una actriz con poca trayectoria en esta clase de películas.

## Sinopsis
Mientras viajan en su coche por Los Ángeles en una noche de luna llena, los hermanos Ellie (Christina Ricci) y Jimmy (Jesse Eisenberg) tienen un accidente y caen por un barranco. Aunque salen ilesos salvando sus vidas, ya nada volverá a ser como antes. Poco a poco se van dando cuenta de que sus cuerpos están sufriendo cambios inexplicables: descubren que poseen una fuerza sobrehumana, que sus sentidos se han desarrollado al máximo y que logran atraer poderosamente la atención del sexo opuesto. Con el paso de los días sus nuevos poderes cada vez son más incontrolables y sufren unos impulsos que les desbordan, lo que les lleva a pensar que tal vez el accidente del coche no fue tal. Los dos hermanos tienen que descubrir qué les pasa y deshacerse de esa maldición o acabarán convirtiéndose en licántropos. 

## Reparto
- Christina Ricci como Ellie Myers.
- Joshua Jackson como Jake Taylor.
- Jesse Eisenberg como Jimmy Myers.
- Judy Greer como Joanie.
- Milo Ventimiglia como Bo.
- Kristina Anapau como Brooke.
- Portia de Rossi como Zela.
- Shannon Elizabeth como Becky Morton.
- Mýa como Jenny Tate.
- Nick Offerman como Oficial.
- Derek Mears como Hombre lobo.
- Skeet Ulrich.

## Doblaje
- Ellie Hudson - Cristina Hernández
- Jimmy - Héctor Emmanuel
- Joanie - Toni Rodríguez
- Jake - Mario Filio

Créditos técnicos
- Estudio de Doblaje - Diseño en Audio S.A. de C.V.
- Director - Raúl Aldana
- Director Creativo - Gloria Casanueva
- Doblaje al español Producido - Disney Character Voices International, Inc